# Alfred Herrhausen
Alfred Herrhausen, né le 30 janvier 1930 à Essen et mort le 30 novembre 1989 à Bad Homburg vor der Höhe, est un banquier allemand. Il a été le président de la Deutsche Bank.

## Biographie
Herrhausen étudie au lycée Carl-Humann (de) à Steele et l'école du Reich de Feldafing (de), une école de sélection nazie. Après la Seconde Guerre mondiale, il étudie l'économie d'entreprise et l'économie politique à l'université de Cologne. Récipiendaire du Corps Hansea Köln (de) en 1951, il se distingue comme senior.
Alfred Herrhausen a été membre du conseil de direction du Groupe Bilderberg.
Il est tué en novembre 1989, dans un attentat attribué à la Fraction armée rouge.